# Solidago mollis
Solidago mollis là một loài thực vật có hoa trong họ Cúc. Loài này được Bartl. miêu tả khoa học đầu tiên năm 1836.